# Кошелюк Дмитро Володимирович
Кошелю́к Дмитро Володимирович (14 лютого 1991, Черкаси) — український футболіст, півзахисник футбольного клубу ЛНЗ.

## Біографія
Вихованець СДЮШОР міста Черкаси, перший тренер С. М. Ковалевич.
23 липня 2011 року зі «Славутичем» дебютував у другій лізі чемпіонату України. У сезоні 2013/14 грав у півфіналі Кубка України.
Взимку 2015 року підписав контракт з «Миколаєвом», який виступав у Першій лізі України. У новій команді дебютував 20 березня того ж року у гостьовій грі проти «Тернополя».

## Статистика виступів

### Аматорська ліга
| Сезон     | Команда            | Турнір     | Матчі | Голи |
| --------- | ------------------ | ---------- | ----- | ---- |
| 2009      | Ходак (Черкаси)    | чемпіонат  | 3     | 0    |
| 2009      | Ходак (Черкаси)    | кубок      | 8     | 0    |
| 2009–2010 | Ходак (Черкаси)    | кубок ліги | 3     | 0    |
| 2011      | Славутич (Черкаси) | чемпіонат  | 9     | 0    |

### Професіональна ліга
| Сезон     | Команда            | Турнір    | Матчі | Голи |
| --------- | ------------------ | --------- | ----- | ---- |
| 2011–2012 | Славутич (Черкаси) | чемпіонат | 19    | 0    |
| 2012–2013 | Славутич (Черкаси) | чемпіонат | 16    | 1    |
| 2012—2013 | Славутич (Черкаси) | кубок     | 2     | 0    |
| 2013–2014 | Славутич (Черкаси) | чемпіонат | 5     | 0    |
| 2013–2014 | Славутич (Черкаси) | кубок     | 3     | 0    |